# Aspidistra opaca
Aspidistra opaca är en sparrisväxtart som beskrevs av Tillich. Aspidistra opaca ingår i släktet Aspidistra och familjen sparrisväxter. Inga underarter finns listade i Catalogue of Life.